# Revuelta de 1173-1174

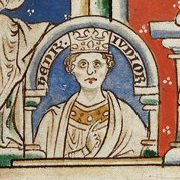
Enrique el Joven, Rey de Inglaterra. (British Library, MS Royal 14 C VII f.9)

La revuelta de 1173-1174 fue una rebelión fracasada contra el rey de Inglaterra, Enrique II. La llevaron a cabo  tres de sus hijos, Enrique el Joven, Ricardo (el futuro Ricardo I, Corazón de León) y Godofredo, duque de Bretaña, junto con la reina Leonor de Aquitania, Guillermo, rey de Escocia, el rey Luis VII de Francia (a la vez suegro de Enrique el Joven y el exmarido de Leonor), el conde de Flandes, Felipe y el conde de Bolonia, Mateo, entre otros.
La revuelta comenzó en abril de 1173, cuando las tropas de los condes de Flandes y de Bolonía invadieron Normandía desde el este. Al mismo tiempo, el rey de Francia, con su yerno, atacó desde el sur y el duque de Bretaña desde el oeste. Guillermo atacó el norte de Inglaterra. 
Entre las múltiples consecuencias de la fracasada revuelta destacan la muerte del conde de Bolonía, la derrota del rey de Francia y del duque de Bretaña, además de la captura, en julio de 1174, de Guillermo en la batalla de Alnwick, hecho que le llevó a firmar el Tratado de Falaise según el cual el rey de Escocia juró que Escocia estaría siempre subordinada a la Corona inglesa, su iglesia a la de Inglaterra y que soldados ingleses ocuparían varios castillos clave en Escocia, los de Roxburgh, Berwick, Jedburgh, Edimburgo y Stirling, a cargo de un impuesto especial para su manutención.

## Cultura popular

### Películas
El cine produjo la película de la vida de Enrique II de Inglaterra y la rebelión de sus hijos.
- Ricardo Corazón de León – La Rebelión,año de producción: Estados Unidos, Italia/2015